# Alberto Rocamora
Alberto Luis Rocamora (1911 - 12 de julio de 2004) fue un abogado y político argentino que se desempeñó como Ministro del Interior durante la presidencia de María Estela Martínez de Perón, en los años 1974 y 1975. Fue también diputado nacional en el año 1955 y convencional constituyente en 1994.

## Biografía
Alberto Luis Rocamora nació el 5 de agosto de 1911 en la ciudad de Ramos Mejía, provincia de Buenos Aires, en el seno de una acomodada familia de clase media-alta de la localidad. Sus padres fueron Jaime Rocamora O'Gorman y María Elena O'Gorman Martínez. Su abuelo paterno fue el ingeniero español Jaime Rocamora Valle, quien se desempeñó como inspector General de Arquitectura del Ministerio de Obras Públicas desde 1898, y que a partir de 1904 fue nombrado por el Poder Ejecutivo como director de la obra de construcción del nuevo edificio del Congreso Nacional.
En su juventud fue docente universitario. Adherido al peronismo desde su formación, colaboró con la Fundación Eva Perón; fue elegido diputado nacional en el año 1951. Al año siguiente fue nombrado apoderado del Partido Peronista Femenino por indicación de Eva Perón. En 1955 fue, durante algunos meses, Presidente de la Cámara de Diputados.
Formó parte de la comitiva que acompañó el regreso del expresidente —y también futuro presidente— Juan Domingo Perón a la Argentina tras 17 años de exilio, en noviembre de 1972. De la misma formaban parte también Héctor Cámpora, Antonio Cafiero, Raúl Lastiri, Carlos Menem, Lorenzo Miguel, Vicente Solano Lima, Leonardo Favio, Emilio Mignone, Carlos Mugica, José María Castiñeira de Dios, Rodolfo Ortega Peña, Marilina Ross y Nilda Garré, entre muchos otros.
En enero de 1974 fue Ministro de Gobierno de la Provincia de Buenos Aires nombrado por Victorio Calabró, cuando éste reemplazó en la gobernación a Oscar Bidegain.
En el mes de agosto del mismo año fue nombrado Ministro del Interior por la  María Estela Martínez de Perón. Era identificado como miembro del sector "moderado" del peronismo, opuesto a la dirigencia de José López Rega.
En noviembre de ese año firmó el decreto de intervención federal de la Provincia de Salta, cuyo gobernador Miguel Ragone era identificado como parte de la izquierda peronista, llegándose a acusarlo de comunista.
Fue firmante y uno de los autores intelectuales del Decreto 261/75 del 5 de febrero de 1975,  que dio inicio al denominado Operativo Independencia, delegando en el Ejército Argentino y la Fuerza Aérea Argentina la misión de 

neutralizar y/o aniquilar el accionar de elementos subversivos que actúan en la provincia de Tucumán.

A pedido del presidente de la empresa metalúrgica Acindar, José Alfredo Martínez de Hoz, declaró ilegal una huelga de sus obreros, ordenando la ocupación policial de la ciudad de Villa Constitución el 20 de marzo de 1975; alegaba que se proponía desarticular un "complot rojo contra la industria pesada del país". Al operativo siguieron el encarcelamiento de los dirigentes sindicales, y de muchas personas allegadas a ellos; cuando el obispo de San Nicolás de los Arroyos, Ponce de León, solicitó una entrevista con el ministro para pedir la libertad de los presos, Rocamora se negó a recibirlo.
Fue también, brevemente, Ministro de Justicia interino. En julio de 1975, durante la crisis que llevó a la renuncia del Ministro de Economía Alfredo Gómez Morales —y que se ahondaría por las medidas económicas de su sucesor Celestino Rodrigo— Rocamora renunció al cargo y se alejó de toda actividad pública por muchos años.
En 1994 fue elegido convencional constituyente para la reforma de la Constitución Nacional por la lista del Partido Justicialista. En su carácter de convencional de mayor edad, presidió la sesión de apertura de la Convención.
En sus últimos años fue miembro del Instituto del Investigaciones Históricas del Círculo de Legisladores Nacionales, que presidía al momento de su fallecimiento. En tal carácter había publicado, en el año 2001, un libro analizando la crisis de ese año y las opciones políticas a futuro, titulado ¿Crisis o disgregación?; hacia una nueva etapa histórica.
Falleció el 12 de julio de 2004, dejando siete hijos, once nietos y tres bisnietos, uno de ellos nacido el día de su fallecimiento. Sus restos descansan en el Cementerio de la Chacarita.